# イブラヒム・セカギャ
イブラヒム・セカギャ（Ibrahim Sekagya, 1980年12月19日 - ）はウガンダ・カンパラ出身の元同国代表サッカー選手、現サッカー指導者。現役時代のポジションはディフェンダー。

## 経歴
母国ウガンダのカンパラ・シティ・カウンシルFCでプレー中にアルゼンチンのスカウトに発掘される。2001年にアルゼンチン1部リーグのプリメーラ・ディビシオンに属するAMSDアトレティコ・デ・ラファエラへ移籍。その後はフェロカリル・オエステとアルセナルFCに属し、計6年間アルゼンチンでレギュラー選手としてプレーした。アルセナルでの主力選手としての活躍が認められ、2007年の夏にオーストリア・ブンデスリーガの強豪レッドブル・ザルツブルクへ移籍。
2013年8月にMLSのニューヨーク・レッドブルズへ加入。2014年末に同クラブを退団すると翌年2月に現役引退を表明し、レッドブルズのコーチの一員となることが発表された。
ウガンダA代表では主将としてアフリカ選手権やワールドカップの予選でチームを率いている。特に1対1やハイボールへの強さで評価が高いオーストリア・ブンデスリーガ屈指のセンターバック。攻撃時のセットプレーでの打点の高いヘディングシュートは、チームにとって大きな武器であった。

## 人物
ウガンダの母国語以外にもスペイン語と英語を流暢に話す。

## タイトル
ザルツブルク
- オーストリア・ブンデスリーガ : 2008-09, 2009-10, 2011-12
- オーストリア・カップ : 2012

NYレッドブルズ
- サポーターズ・シールド : 2013